# A' Katīgoria 1934-1935
La A' Katīgoria 1934-1935 fu la 1ª edizione del massimo campionato di calcio cipriota. Si concluse con l'affermazione finale del Trast, che vinse il primo titolo della sua storia.

## Formula
Non vi furono retrocessioni. Venivano dati due punti per ogni vittoria, 1 per ogni pareggio e 0 per ogni sconfitta.

## Squadre partecipanti
| Club               | Città     | Stadio             |
| ------------------ | --------- | ------------------ |
| AEL Limassol       | Limassol  | Stadio GSO         |
| Anorthōsis         | Famagosta | Stadio GSE         |
| APOEL              | Nicosia   | Stadio Vecchio GSP |
| Arīs Limassol      | Limassol  | Stadio GSO         |
| EPA Larnaca        | Larnaca   | Stadio Vecchio GSZ |
| Lefkoşa Türk       | Nicosia   | Stadio Vecchio GSP |
| Olympiakos Nicosia | Nicosia   | Stadio Vecchio GSP |
| Trast              | Nicosia   | Stadio Vecchio GSP |

## Classifica finale
|                  | Pos. | Squadra            | Pt | G  | V  | N | P | GF | GS | DR  |
| ---------------- | ---- | ------------------ | -- | -- | -- | - | - | -- | -- | --- |
| Cipro (bandiera) | 1.   | Trast              | 24 | 14 | 11 | 2 | 1 | 45 | 15 | +30 |
|                  | 2.   | Lefkoşa Türk       | 16 | 13 | 6  | 4 | 3 | 31 | 12 | +21 |
|                  | 3.   | APOEL              | 15 | 14 | 7  | 1 | 6 | 25 | 20 | +5  |
|                  | 4.   | AEL Limassol       | 14 | 14 | 6  | 2 | 6 | 37 | 26 | +11 |
|                  | 5.   | Anorthōsis         | 13 | 14 | 4  | 5 | 5 | 27 | 38 | -11 |
|                  | 6.   | EPA Larnaca        | 10 | 12 | 5  | 0 | 7 | 17 | 34 | -17 |
|                  | 7.   | Arīs Limassol      | 10 | 13 | 4  | 2 | 7 | 30 | 30 | +0  |
|                  | 8.   | Olympiakos Nicosia | 4  | 12 | 1  | 2 | 9 | 11 | 48 | -37 |

### Verdetti
- Trast campione di Cipro.

## Risultati

### Tabellone
|                      | AEL  | ANO  | APL  | ARS  | EPA  | OLN  | TRS  | LTK  |
| -------------------- | ---- | ---- | ---- | ---- | ---- | ---- | ---- | ---- |
| AEL Limassol         | –––– | 1-1  | 2-4  | 7-2  | 0-1  | 5-1  | 0-6  | 0-0  |
| Anorthosis Famagosta | 5-4  | –––– | 3-2  | 4-4  | 6-1  | 1-1  | 0-2  | 1-1  |
| APOEL Nicosia        | 0-4  | 4-1  | –––– | 0-1  | 4-1  | 3-0  | 1-2  | 0-3  |
| Aris Limassol        | 1-2  | 8-1  | 1-2  | –––– | 2-0  | 3-0  | 2-2  | 1-4  |
| EPA Larnaca          | 0-4  | 3-0  | 1-0  | 5-4  | –––– | 2-3  | 2-4  | 1-0  |
| Olympiakos Nicosia   | 0-8  | 2-3  | 0-3  | -    | -    | –––– | 0-3  | 3-3  |
| Trast                | 1-0  | 4-0  | 0-0  | 1-0  | 7-0  | 11-1 | –––– | 1-0  |
| Lefkoşa Türk         | 4-0  | 1-1  | 1-2  | 2-1  | -    | 3-0  | 9-1  | –––– |